# Halfdan le Vaillant
Halfdan le Vaillant (en vieux norrois : Hálfdan snjalli), né en 590 et mort en 650, est un roi légendaire de Suède du VIIe siècle appartenant à la dynastie des Skjöldungs.
Il est le père d'Ivar Vidfamne selon la Saga de Hervor et du roi Heidrekr, la Saga des Ynglingar, la Saga de Njáll le Brûlé et Hversu Noregr byggdist. L'œuvre généalogique Hversu Noregr byggdist identifie son père comme Harald le Vieux, son grand-père comme Valdar et son arrière-grand-père comme Hróarr (c'est-à-dire le Hroðgar de la légende de Beowulf).

## Biographie

### Selon la Saga des Ynglingar
Snorri Sturluson raconte que le roi suédois Ingjald maria sa fille Åsa au roi Guðröðr de Scanie. Åsa était la fille de son père, et a poussé Guðröðr à tuer son propre frère Halfdan, le père d'Ivar Vidfamne. Plus tard, elle fut à l'origine de la mort de Guðröðr, et dut s'échapper et revenir auprès de son père. Les gens par la suite l'ont appelée Åsa la Mauvaise souveraine, comme son père était appelé Ingjald le Mauvais souverain.
Ivar Vidfamne rassembla une grande armée et assiégea Ingjald et sa fille à Ræning, après quoi les deux se suicidèrent en s'incendiant à l'intérieur de leur hall.

### Selon la Hervarar saga Saga
Alors que le Hversu Noregr byggdist et la Saga des Ynglingar ne donnent pas d'informations sur la mère d'Halfdan, la Saga de Hervor et du roi Heidrekr précise que c'était Hild, la fille du roi gothique Heiðrekr Ulfhamr, le fils de Angantyr qui a défait les Huns.
Elle raconte ensuite qu'Halfdan avait pour fils Ivar Vidfamne, qui a attaqué le souverain Ingjald et le poussa Ingjald à se suicider en brûlant son propre palais à Ræning avec l'ensemble de sa suite. Après cela, Ivar Vidfamne conquit la Suède.

## Famille

### Mariage et enfants
De son mariage avec Moalde (ou Digri), il eut :
- Ivar Vidfamne.

### Sources
- (en) Cet article est partiellement ou en totalité issu de l’article de Wikipédia en anglais intitulé « Halfdan the Valiant » (voir la liste des auteurs).